# Никифоров, Илья Александрович
Илья Александрович Никифоров (18 октября 1995, Новосибирск) — российский биатлонист, призёр чемпионата России. Мастер спорта России (2016).

## Биография
Представляет Новосибирскую область. Первый тренер — Ю. Н. Камкин, также тренировался под руководством А. В. Болтенко и В. В. Иванова.
На юниорском уровне становился победителем первенства Сибирского федерального округа в спринте (2013), победителем всероссийских отборочных соревнований (2015), призёром первенства России (2016).
На взрослом уровне в 2017 году стал серебряным призёром чемпионата России в гонке патрулей в составе сборной Новосибирской области. Бронзовый призёр чемпионата Сибирского федерального округа в индивидуальной гонке (2017).